# فيروس كورونا البشري NL63
يعد فيروس كورونا البشري NL63 (HCoV-NL63) أحد أنواع الفيروسات التاجية، وبالتحديد سيتراكوفيروس من بين جنس فيروس كورونا ألفا. اكتُشف في أواخر عام 2004 عند طفل يبلغ من العمر سبعة أشهر مصاب بالتهاب القصيبات في هولندا. الحمض النووي للفيروس هو حمض نووي ريبوزومي (رنا) مغلف، وإيجابي الاتجاه، وأحادي السلسلة، يدخل الخلية المضيفة عن طريق الارتباط بمستقبلات ACE2. أُكّدت الإصابة بالفيروس في جميع أنحاء العالم، ولوحظ ارتباطه بالعديد من الأعراض والأمراض الشائعة. تشمل الأمراض المصاحبة عدوى خفيفة إلى معتدلة في الجهاز التنفسي العلوي، وعدوى شديدة في الجهاز التنفسي السفلي، والخناق والتهاب القصيبات.
يوجد الفيروس بشكل أساسي عند الأطفال الصغار وكبار السن والمرضى الذين يعانون من نقص المناعة والذين يعانون من أمراض الجهاز التنفسي الحادة. وتظهر في مواسم معينة في مناطق المناخات المعتدلة. قدرت دراسة أجريت في أمستردام وجود الفيروس في حوالي 4.7% من أمراض الجهاز التنفسي الشائعة. نشأ الفيروس من حيوانات زباد النخل والخفافيش المصابة. قُدّر وقت تباعده عن فيروس كورونا آخر (HCoV-229E) منذ حوالي 1000 عام؛ يُعتقد أنه انتقل بين البشر لعدة قرون.
يبدو أن تطور فيروس كورونا البشري NL63 تضمن إعادة التركيب الجيني بين أسلاف فيروس يشبه فيروس NL63 المنتشر في خفافيش تريانوب الأفريقية وفيروس شبيه بـ CoV 229E المنتشر عند خفافيش هيبوسيدورس. قد تنشأ الفيروسات المؤتلفة عندما يوجد جينومان فيروسيان في نفس الخلية المضيفة.

## الأعراض
اكتُشفت الحالات الأولى من الإصابة بفيروس كورونا البشريNL63 لدى الأطفال الصغار المصابين بعدوى حادة في الجهاز التنفسي السفلي، وأُدخلوا إلى المستشفيات. قد تكون الأعراض السريرية للإصابة بالفيروس شديدة، لكن يوجد أيضًا في حالات خفيفة من عدوى الجهاز التنفسي. أدت الإصابة بالمراضة المشتركة لفيروس كورونا البشريNL63 مع التهابات الجهاز التنفسي الأخرى إلى صعوبة تحديد الأعراض الخاصة بالفيروس. بعد دراسة الأعراض السريرية عند المرضى غير المصابين بعدوى ثانوية لوحظ أن الأعراض الأكثر شيوعًا هي الحمى والسعال والتهاب الأنف والتهاب الحلق وبحة الصوت والتهاب الشعب الهوائية والتهاب القصيبات والالتهاب الرئوي والخانوق. وجدت دراسة مبكرة لفحص الأطفال المصابين بمرض في الجهاز التنفسي السفلي أن فيروس كورونا البشري NL63 أكثر شيوعًا عند مرضى العيادات الخارجية من المرضى في المستشفيات، مما يشير إلى أنه ينتمي إلى أحد فيروسات نزلات البرد الشائعة المشابهة لفيروسات HCoV-229E وHCoV-OC43، ويسبب عمومًا أعراضًا أقل حدة. ومع ذلك، يرتبط التكرر العالي للخانوق بالعدوى بفيروس كورونا البشري NL63.

## التشخيص
من الصعب التمييز بين الأعراض التي تسببها الإصابة بهذا الفيروس وتلك التي تسببها الفيروسات البشرية الشائعة الأخرى، مما يجعل تشخيصه وكشفه معقدًا. تعتبر تقنية تفاعل البوليميراز المتسلسل للنسخ العكسي للعينات المجموعة من خلال مسحة البلعوم الأنفي الطريقة الأكثر شيوعًا للكشف عن الفيروس. قد يكون زرع الفيروس أو اختبار مصل الدم للأجسام المضادة مفيدًا أيضًا لتأكيد الإصابة.

## الوقاية
توصي المراكز الأمريكية لمكافحة الأمراض والوقاية منها (CDC) بالعديد من الإجراءات للوقاية من الإصابة بفيروس كورونا البشريNL63 بما في ذلك: غسل اليدين كثيرًا بالماء والصابون، وتجنب الاتصال الوثيق مع المرضى، وعدم لمس العينين أو الفم، أو الأنف.

## العلاج والإنذار
يعتمد علاج فيروس كورونا البشريNL63 على شدة الأعراض المرافقة. تُشفى معظم الإصابات الخفيفة إلى المتوسطة من تلقاء نفسها. يمكن تخفيف الأعراض عن طريق تناول مسكنات الألم أو أدوية الحمى أو الاستحمام بماء ساخن أو استخدام جهاز ترطيب الجو. قد يكون العلاج المضاد للفيروسات ضروريًا للمرضى المصابين الذين ينتهي بهم الأمر في وحدة العناية المركزة بسبب عدوى الجهاز التنفسي الحادة. الغلوبولين المناعي الوريدي هو أحد مثبطات فيروس كورونا البشريNL63 المعتمدة من قبل إدارة الغذاء والدواء الأمريكية والذي يُستخدم أيضًا لعلاج نقص المناعة الأولي، والإصابة بالفيروس التنفسي المخلوي البشري، وداء كاواساكي.